# Aureolaria pectinata
Aureolaria pectinata là loài thực vật có hoa thuộc họ Cỏ chổi. Loài này được (Nutt.) Pennell mô tả khoa học đầu tiên năm 1913.